# Лазарев, Константин Аркадьевич
Константин Аркадьевич Лазарев (20 марта 1903 года, Тифлис — 29 января 1979 года, Новгород) — советский военный деятель, генерал-майор (1949 год).

## Биография
Родился 20 марта 1903 года в Тифлисе.

### Гражданская война
В мае 1920 года призван в ряды РККА и направлен в роту связи 11-й армии, а в июле того же года — в 4-й пехотный полк в составе Московской бригады курсантов, после чего принимал участие в боевых действиях на территории Дагестана. В ноябре был контужен и после выздоровления в марте 1921 года служил в роте связи в составе Грузинской дивизии.

### Довоенное время
В августе 1921 года Лазарев был направлен на учёбу на военно-инженерные курсы 2-й Московской бригады курсантов, после расформирования которых зачислен в Московскую военную хозяйственную школу, а в марте 1923 года — в Краснознамённую школу военных сообщений имени М. В. Фрунзе в Петрограде, которая вскоре была преобразована в училище.
После окончания училища в сентябре 1926 года направлен в 10-й Краснознамённый железнодорожный полк, дислоцированный в Тифлисе, где служил на должностях командира взвода, командира взвода полковой школы, командира роты. В октябре 1933 года в составе полка сформировал 6-ю отдельную железнодорожную роту, с которой был направлен на Дальний Восток, где рота была включена в состав ОКДВА, а осенью 1935 года преобразована в железнодорожный батальон.
В декабре 1936 года назначен на должность помощника командира по МТО 12-го учебного железнодорожного полка, а в августе 1938 года — на должность помощника командира полка по строевой части.
В июне 1939 года направлен на учёбу в Военную академию имени М. В. Фрунзе.

### Великая Отечественная война
В июле 1941 года майор К. А. Лазарев окончил академию, после чего был назначен на должность начальника 2-го отделения Отдела военных сообщений Забайкальского военного округа, а в августе — на должность начальника штаба 21-й отдельной железнодорожной бригады, которая в сентябре того же года была включена в состав Забайкальского фронта.
В феврале 1942 года назначен на должность командира 226-й отдельной курсантской стрелковой бригады (36-я армия, Забайкальский фронт), а в июле 1943 года на базе данной бригады в пос. Соловьёвск (Амурская область) сформировал 278-ю стрелковую дивизию, после чего был назначен на должность её командира. Вскоре дивизия была передислоцирована в район Югодзирь Хид (Монголия), где была включена в состав 17-й армии.
Во время советско-японской войны 9 августа 1945 года дивизия под командованием полковника К. А. Лазарева перешла монголо-китайскую границу западнее Баин Мент по направлению на Чифэн и к 29 августа вышла в заданный район, не встретив сопротивления противника.
Приказом Верховного Главнокомандования от 20 сентября 1945 года дивизии было присвоено название «Хинганская».

### Послевоенная карьера
В ноябре 1945 года назначен на должность командира 57-й мотострелковой Хинганской Краснознамённой дивизии (Забайкальско-Амурский военный округ), в январе 1947 года — на должность командира 55-го отдельного стрелкового полка (Забайкальский военный округ), а в июне того же года — на должность командира 36-й стрелковой дивизии.
В апреле 1949 года направлен на учёбу на Высшие академические курсы при Высшей военной академии имени К. Е. Ворошилова, после окончания которых в июне 1950 года назначен на должность командира 376-й горнострелковой дивизии (119-й горнострелковый корпус, Туркестанский военный округ), в январе 1954 года — на должность начальника Новосибирского пехотного училища, а в ноябре 1956 года — на должность начальника Ленинградского суворовского училища. Также был начальником Ленинградского высшего общевойскового командного училища с 10 ноября 1956 по 29 ноября 1958 года.
Генерал-майор Константин Аркадьевич Лазарев в октябре 1960 года вышел в запас. Умер 29 января 1979 года в Новгороде. Похоронен там же.

## Награды
- Орден Ленина (06.11.1945);
- Три ордена Красного Знамени (03.11.1944, 23.09.1945, 17.05.1951);
- Два ордена Красной Звезды (16.08.1936, 22.02.1944);
- Медали;
- Иностранные награды.